# Prashanth Sellathurai
Prashanth Sellathurai (Auburn, 1º ottobre 1986) è un ginnasta australiano.

## Palmarès

### Mondiali
- 3 medaglie:
  - 1 argento (Aarhus 2006 nel cavallo con maniglie)
  - 2 bronzi (Londra 2009 nel cavallo con maniglie; Rotterdam 2010 nel cavallo con maniglie)

### Giochi del Commonwealth
- 5 medaglie:
  - 2 ori (Delhi 2010 a squadre; Delhi 2010 nel cavallo con maniglie)
  - 2 argenti (Melbourne 2006 a squadre; Melbourne 2006 nel cavallo con maniglie)
  - 1 bronzo (Delhi 2010 nelle parallele simmetriche)

### Universiadi
- 1 medaglia:
  - 1 oro (Shenzhen 2011 nel cavallo con maniglie)